# برساء بيروية
برساء بيروفية (الاسم العلمي:Persea peruviana) هي نوع من النباتات يتبع جنس البرساء من الفصيلة الغارية. سمي هذا النوع نسبةً إلى البيرو.